# Плужине
Плужине (чорн. Плужине/Plužine) — місто в Чорногорії, адміністративний центр однойменного муніципалітету. Населення — 1494 (2003).

## Історія
Територія муніципалітету, відома як «Пива» була заселена дуже давно. У печері Одмут, за два кілометри від Плужіне вниз за течією однойменної річки — Пива, були знайдені різні об'єкти які використовувалися для полювання та праці, це свідчить що регіон вже був заселений близько 10 000 років тому. Вона була затоплена через будівництво греблі ГЕС «Пива» на річці у 1975 році. Під час будівництва, старе місто також потрапило під затоплення і було перенесене на сучасне місце.

## Населення
Плужине — центр однойменного муніципалітету, населення якого у 2003 році налічувало 4272 особи. У самому місті проживало 1494 особи.
Динаміка зміни чисельності населення Плужіне:
- за переписом 1948 — 260 осіб
- за переписом 1953 — 259 осіб
- за переписом 1961 — 474 особи
- за переписом 1971 — 596 осіб
- за переписом 1981 — 730 осіб
- за переписом 1991 — 1453 особи
- за переписом 2003 — 1494 особи
- за переписом 2011 — 1341 особа